# Iguana
Il genere Iguana è il genere tipo della famiglia Iguanidae. Nonostante il termine sia genericamente utilizzato per riferirsi a tutti i rappresentanti della famiglia o esteso addirittura ad altre specie del più ampio infraordine Iguania, il genere comprende le sole 2 specie Iguana iguana e Iguana delicatissima, ovvero le iguane in senso stretto.

## Descrizione
Le iguane sono molto simili alle lucertole, ma di dimensioni maggiori. Allo stato adulto possiedono una caratteristica cresta sul dorso, molto più evidente nei maschi che nelle femmine. La testa delle femmine è arrotondata, quella dei maschi triangolare.

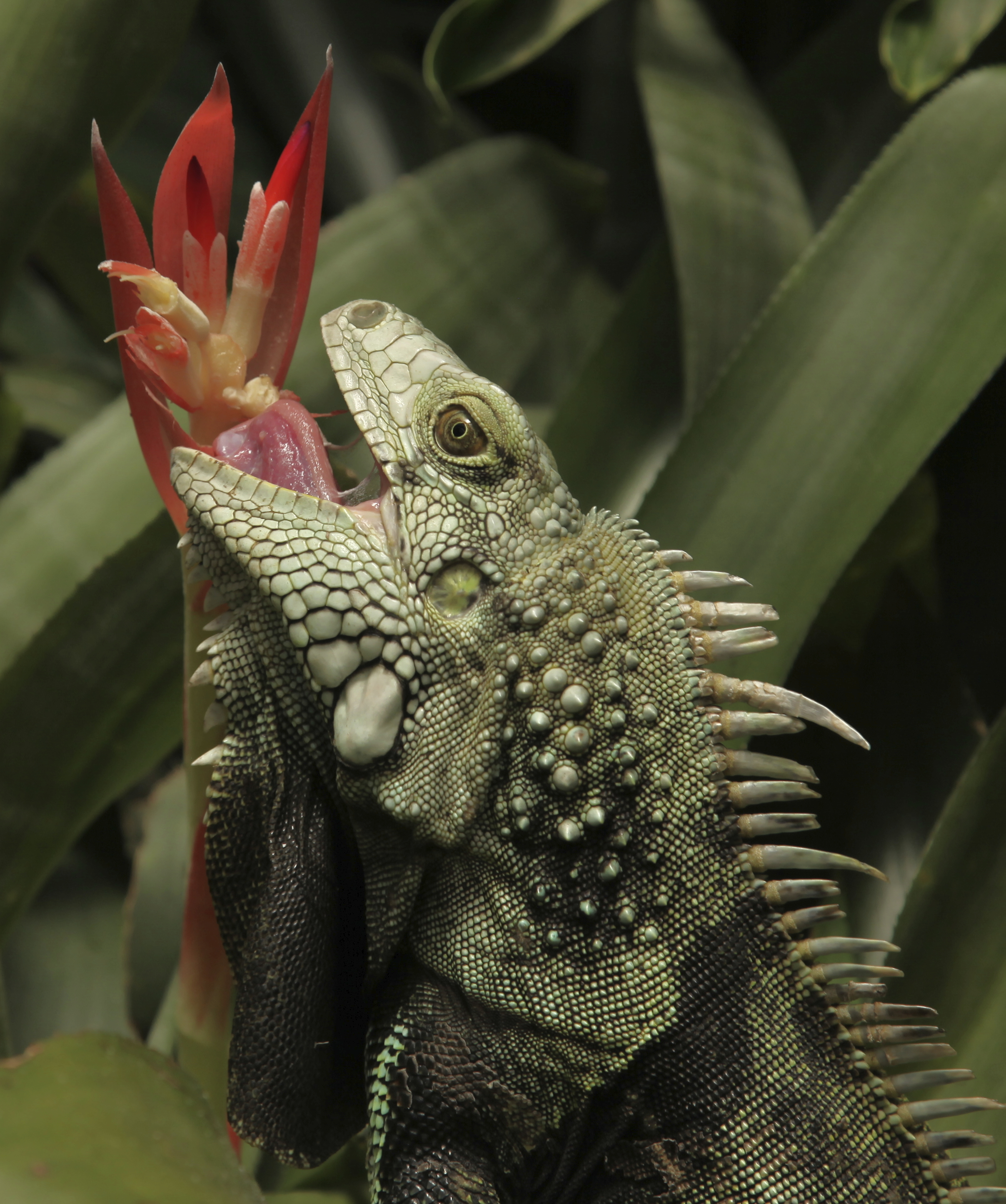
Iguana iguana ripresa al Butterfly World di Stellenbosch, provincia del Capo Occidentale, Sudafrica.

In natura possono raggiungere anche la lunghezza di 2,5 m mentre in cattività a causa della diversa alimentazione e del diverso ambiente crescono fino a 1m. Esemplari di queste dimensioni sono ormai rari a causa della distruzione dell'habitat, distruzione che in molte zone provoca sovrappopolazione e conseguente riduzione delle dimensioni. Altre cause sono l'industria degli animali da compagnia e il fatto che molte persone in centro e in Sudamerica considerino questi animali una leccornia. Non è cacciata per necessità, ma come specialità gastronomica.
Alcune iguane vivono tutta la vita sopra dei grandi alberi e scendono al suolo solo per deporre le uova, accoppiarsi o per spostarsi in un'altra zona. Altre vivono in muri di case, abitate o meno anche nel centro di città, rovine archeologiche, oppure sottoterra specialmente in zone vicine al mare dove scavano profonde tane. Di mattina al sorgere del sole si svegliano e vanno a cercare il punto più diretto al sole, dove rimangono per qualche ora.
Essendo rettili non possono regolare la loro temperatura e quindi devono mettersi all'ombra nelle ore più calde della giornata. La loro dieta è erbivora, anche se nello stomaco di questi sauri sono stati talvolta ritrovate tracce di insetti; l'interpretazione più comune è che fossero stati ingoiati per caso. Studi più recenti fanno pensare che la percentuale di carne ingerita dipenda dalle condizioni ambientali. Passano la notte in un rifugio-tana per nascondersi ai predatori. Animale estremamente resistente, resiste senza danni a cadute da 10/15 metri e se minacciato da un predatore è un eccellente nuotatore per cui a volte lo si può incontrare attraversando i canali delle lagune costiere.
Ha eccellente udito e buona vista, distingue sicuramente alcuni colori ed è particolarmente ghiotto di fiori di ibisco rosso e foglioline tenere di basilico. I maschi a volte ingaggiano combattimenti per dispute territoriali e hanno un harem di femmine il cui numero varia secondo la ricchezza di cibo e di rifugi disponibili nel territorio stesso.

## Distribuzione e habitat
Le iguane sono proprie dell'area tropicale delle Americhe. Vivono in una fascia che va dal Messico meridionale fino a Brasile centrale, Paraguay e Bolivia. Sono inoltre presenti nelle isole Galápagos e nei Caraibi.
Sono una specie molto diffusa anche in Florida, dove risultano essere una specie alloctona ed invasiva, causando molti problemi alla flora, fauna e popolazione locale. Ma hanno anche espansioni in altri ambienti umidi del mondo, per esempio in zone umide del Nilo e Qualche parte in laghi Molto in un'area tropicale degli laghi in Europa,Asia, e Africa(Anche oceania/australia)

## In cattività
È possibile l'allevamento in cattività in un terrario, cioè un apposito contenitore di misura adeguata (200–300 cm di lunghezza, 150 cm di larghezza,180–200 cm di altezza) che presenti caratteristiche simili al loro ambiente naturale. Per far ciò è necessario tenere presente che tipo di animale si alleva per regolare le caratteristiche di temperatura ed umidità appropriate. Cosa molto importante è che l'ambiente abbia zone a temperature diverse per permettere all'animale di regolare la sua temperatura corporea: una fascia di temperatura intorno a 20-22 °C per la notte e intorno a 35-40 °C di giorno con un'umidità intorno al 70-80%. Dato che il maschio adulto può arrivare ai 1,5-1,8 m e la femmina ha dimensione decisamente inferiori, le dimensioni del rettilario devono adeguarsi alla crescita dell'animale. Il contenitore dovrà avere ai due lati due aperture orizzontali, una in alto ed una in basso, per permettere il ricambio di aria l'illuminazione a incandescenza e una lampada per la crescita dell'iguana, pezzi di alberi all'interno che hanno il duplice scopo di abbellire l'ambiente e di permettere alle iguane di spostarsi all'interno del terrario per regolare la temperatura corporea. È molto importante che il riscaldamento provenga dall'alto perché i rettili nella parte bassa del corpo non sono protetti come nella parte alta, cosa che potrebbe portare ad ustioni serie. Le lampade a resistenza devono essere protette dal contatto diretto con il rettile. I vetri di protezione non devono filtrare i raggi fondamentali per il rettile.
L'allevamento di questi animali è, per queste ragioni, estremamente impegnativo. Se si sentono minacciate, le iguane possono mordere; dotate di denti estremamente affilati, con i loro morsi le iguane possono provocare lesioni serie alle persone. In particolare a partire dagli anni del boom economico, le iguane sono state crescentemente commercializzate come animali esotici. Occasionalmente vengono ritrovate nelle città italiane iguane fuggite dai loro ambienti domestici o abbandonate, con talvolta esiti infelici; sono animali che non tollerano il freddo.